# Fotografía digital

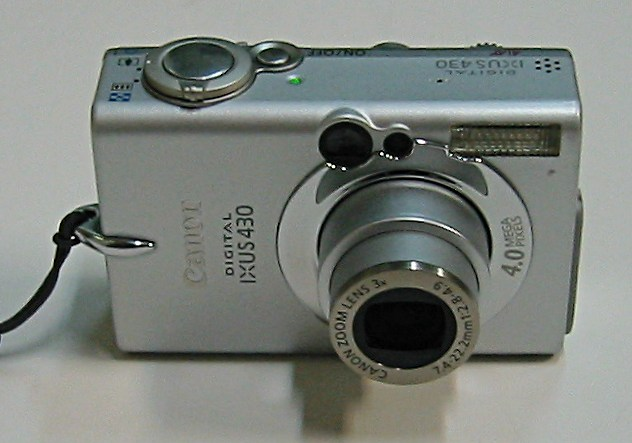
Cámara digital.

La fotografía digital consiste en la obtención de imágenes mediante una cámara oscura, de forma similar a la fotografía analógica. Sin embargo, así como en esta última las imágenes quedan grabadas sobre una película fotosensible y se revelan posteriormente mediante un proceso químico, en la fotografía digital las imágenes son capturadas por un  sensor de imagen que dispone de múltiples unidades fotosensibles, las cuales aprovechan el efecto fotoeléctrico para convertir la luz en una señal eléctrica, la cual es  digitalizada y almacenada en una  memoria.

## Ventajas
La ventaja de este sistema respecto a la fotografía química es que permite disponer de las imágenes grabadas al instante, sin necesidad de llevar la película al laboratorio y revelar los negativos para poder ver las imágenes; esta ventaja en la rapidez en la disponibilidad de la imagen permite que el fotógrafo haga los cambios en el momento y realice las correcciones que considere pertinentes de forma inmediata, facilitando así lograr la imagen que se desea.
En la cámara digital pueden verse en una pantalla las fotos que se acaban de tomar. La cámara se puede conectar a una computadora u otro dispositivo capaz de mostrar las fotos en un monitor. Como están en un formato digital, las fotos pueden enviarse directamente por correo electrónico, publicarse en la web y se pueden procesar con programas de tratamiento fotográfico en una computadora, para ampliarlas o reducirlas, realizar un reencuadre (una parte de la foto), rectificar los colores y el brillo, y realizar otras muchas posibles modificaciones según el programa que se utilice.
Otra gran ventaja de la fotografía digital es que cada vez que la cámara toma una foto crea un archivo de metadatos exif (datos no visuales) y guarda dentro del archivo de imagen información relevante de la captura como la fecha, la hora, la apertura del diafragma, la velocidad de obturación, velocidad del ISO. Esta información es muy útil para estudiar las imágenes y entender más acerca de cada fotografía y también facilita el ordenamiento y el manejo de los archivos fotográficos.
Otros recursos útiles existentes en fotografía digital son el histograma de brillo, que es un gráfico que muestra la distribución de los píxeles de la imagen según sus niveles de brillo; así como el histograma RGB que muestra la distribución de los píxeles en los diferentes canales de color: en el caso del modo RGB, serán los canales de rojo (R: red), Verde (G: green), y Azul (B: blue). Este recurso no existe en fotografía química.

### Transformaciones en la creación de fotografías digitales
Las cámaras digitales profesionales tienen la opción de personalizar diferentes tipos de usuario, permitiendo ajustar características importantes de la imagen como la saturación, el contraste, la nitidez y el tono de color. Además permiten un manejo personalizado del balance del blancos, lo cual puede variar notablemente la gama cromática y también permiten capturar imágenes en blanco y negro, sepia, con filtros, etc. El control fácil y rápido de la sensibilidad ISO ayuda a resolver los problemas de falta o exceso de luz.

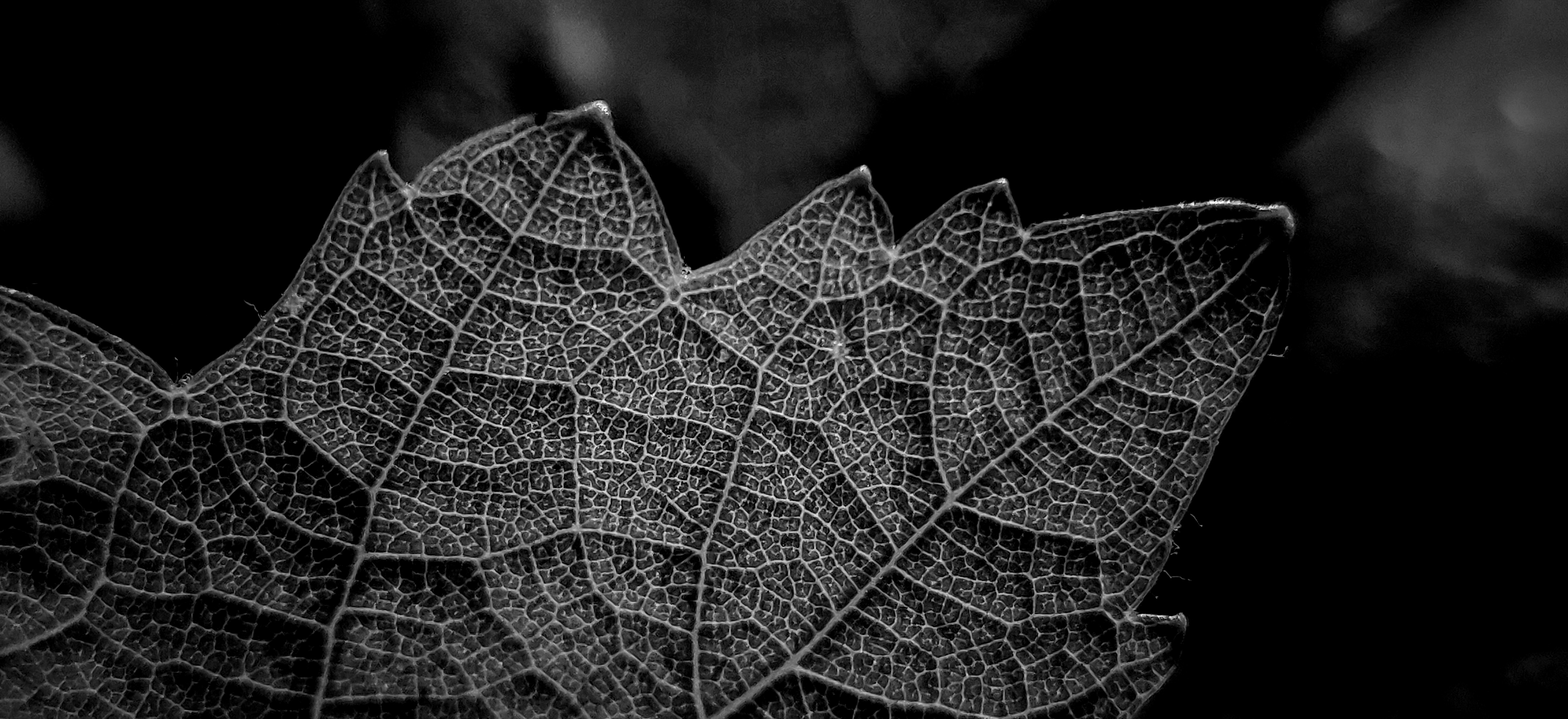
Hoja de vid. Fuente de la imagen en IG - kllnt.95

Las cámaras digitales favorecen por otra parte una mayor producción de fotografías, en tanto el límite del costo y la cantidad de fotogramas de las películas desaparece, quedando reducido al poco conocido dato de la vida útil del obturador digital.

### Transformaciones en la circulación y recepción de fotografías digitales
El costo por fotografía impresa -en comparación con el sistema químico- es menor; esto considerando que se pueden realizar múltiples tomas, y elegir para la impresión solamente fotografías deseadas.
La convergencia tecnológica ha llevado las cámaras digitales a los teléfonos móviles y otros dispositivos como las tabletas, aumentando el número de usuarios de la fotografía exponencialmente y cada vez los nuevos modelos mejoran la calidad óptica y la resolución de la imagen, esto ha causado que la tarea del fotógrafo deba ser repensada y reestructurada. La fotografía digital ha creado una revolución del medio fotográfico. Las imágenes se visualizan cada vez más en pantallas que en papel.
En el 2010, ya son millones de usuarios los que comparten sus imágenes a través de las redes sociales como Facebook y otros sitios web especializados como Flickr o Picasa, que permiten almacenar, ordenar, buscar y compartir fotografías en línea.
Autores como Fred Richtin, Joan Fontcuberta, o Pedro Meyer han analizado estos fenómenos en el marco de lo que se ha dado en llamar "posfotografía". Estos autores apuntan que la facilidad de acceso de la fotografía digital y la abundancia de imágenes están diluyendo el rol tradicional del fotógrafo, la función social de la fotografía y las barreras de la privacidad, entre otros aspectos.

## Desventajas

### Resolución muy bien
La resolución de una película de 35 mm es alrededor de 320 píxeles por milímetro, siendo aproximadamente de 87 megapíxeles. En cambio expertos fotógrafos dicen que una buena cámara de película química, con un objetivo de alta resolución, una película de alta calidad y un buen revelado equivaldría a unos 40 megapíxeles. Sin embargo, en la mayoría de los casos, las fotografías en película de 35 mm —en especial con película de bajo costo— no sobrepasan los 6 000 000 de puntos, debido al tipo de cámara e inexperiencia de la persona que está fotografiando. En cambio, con una cámara digital de relativa calidad y una persona inexperta, se pueden obtener imágenes de mejor resolución que con su contra parte química. Hoy en día (año 2011) algunas cámaras digitales han alcanzado los 45 megapíxeles en el formato 35 mm, como es el caso de la cámara Sigma SD1.

### Ruido
Las cámaras digitales con sensor full frame presentan una figura de ruido mejor que la película química, especialmente en sensibilidades ISO bajas. Por otra parte, y como una visión un tanto más subjetiva, algunos fotógrafos consideran que el grano de la película de 35 mm es más agradable a la vista que el ruido de la cámara digital; el grano es siempre —o casi siempre— monocromático, mientras que el ruido se expresa en puntos de colores, que interrumpen la uniformidad de la imagen.

Debido al calentamiento del dispositivo electrónico por el flujo continuo de corriente, el sensor agrega ruido a las imágenes cuando estas se obtienen mediante una exposición prolongada; en sistemas profesionales, esto se corrige generalmente utilizando una celda Peltier, que mantiene el dispositivo a una temperatura baja, evitando de esta manera la aparición de ruido térmico, y en algunos casos (fotografía astronómica) es frecuente el uso de líquidos a muy baja temperatura para la refrigeración del sensor (nitrógeno e hidrógeno líquidos); otra que se conoce como apilado de exposición o exposure stacking, que superpone varias imágenes tomadas durante el tiempo general de la captura para restar el patrón de ruido de la imagen final.

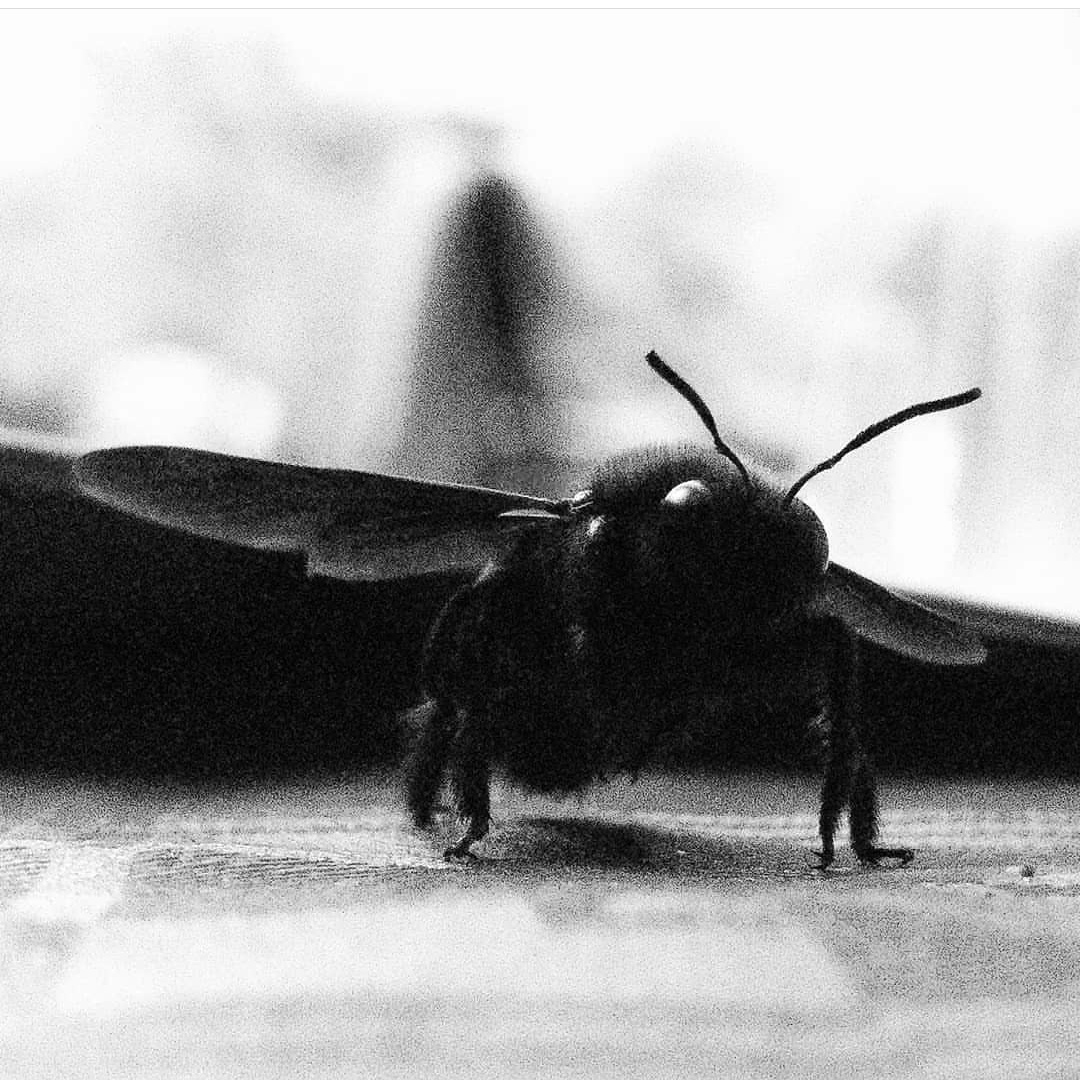
Abejorro. Fuente de la imagen en IG - kllnt.95

### Precio
Otra desventaja de las cámaras digitales es el costo más elevado de estas, comparado con las máquinas convencionales, aunque día a día esta brecha se acorta.
Una desventaja de las cámaras réflex digitales DSLR (réflex digitales de único objetivo) es que son más delicadas que las réflex de película, ya que el sensor que digitaliza la imagen es muy frágil y puede rayarse o deteriorarse con facilidad; además este suele ensuciarse con frecuencia durante el cambio de objetivos, de tal forma que se hace necesario un delicado proceso de limpieza periódicamente. En el caso de la película química, la posibilidad de la aparición de polvo se ve disminuida debido a que la superficie sensible se cambia continuamente, desplazando cualquier posible rastro de suciedad.
En algunas ocasiones las cámaras digitales se demoran mientras guardan la información del archivo en la tarjeta de memoria y aparece el anuncio de BUSY (ocupado), impidiendo que se tomen nuevas imágenes hasta que se termine de procesar la información, esto es molesto porque algunas imágenes no se pueden capturar y se escapan mientras ocurre este proceso de archivado, esto no ocurre en la fotografía química donde el motor de arrastre es el encargado del desplazamiento de la película y de dejar la cámara lista para la siguiente toma.
Lograr un efecto de exposición múltiple es más fácil en fotografía química que en digital.

## Tipos de cámaras
Al igual que en la fotografía clásica, existen muy diversos tipos de cámaras digitales, ya sean de tamaño de bolsillo, medianas o para uso avanzado o profesional, con ópticas más o menos completas, y con sistemas más o menos sofisticados. Una característica peculiar de las cámaras digitales es, sin embargo, la resolución. También en la fotografía clásica se habla de resolución, pero en este caso depende del tipo de película que se usa, ya que es el tamaño de los granos fotosensibles y la dimensión física de la película lo que determina la resolución independientemente de la cámara. También se habla de la "resolución magnífica", pero debe ser tenida en cuenta solamente la del sensor, ya que la interpolación consiste en un proceso que amplía la imagen sin ganancia de calidad (incluso puede perderla ligeramente), puesto que se parte siempre de la resolución del sensor y esta se interpola con procedimientos matemáticos en los que es imposible obtener los detalles que no captó el sensor.

### Cámaras digitales compactas
Se caracterizan por tener una gran facilidad de uso, tamaño bastante reducido (la mayoría similares a un teléfono celular) y operación simplificada; este diseño limita las capacidades creativas de capturar imágenes, limitándose al uso aficionado. Por las características ópticas y electrónicas (sensor reducido, objetivos con poca luminosidad), presentan casi siempre una profundidad de campo bastante amplia. Esto permite que varios objetos estén enfocados al mismo tiempo, lo cual facilita el uso, aunque es también una de las razones por las cuales los fotógrafos avanzados encuentran las imágenes tomadas por estas cámaras planas o artificiales. Estas cámaras son ideales para tomar paisajes y uso ocasional. Frecuentemente guardan los archivos de imagen en formato JPEG, poseen un rango dinámico limitado y muchas de ellas aplican reducción de ruido en las imágenes, incluso en la sensibilidad más baja disponible.

### Cámaras compactas avanzadas (o dezoomlargo)
Estas cámaras permiten un mayor control de las tomas y tienen más calidad y prestaciones que las anteriores. Físicamente, poseen un tamaño mayor, más mandos y botones y una empuñadura más grande, con lo cual se asemejan a las cámaras réflex, y comparten algunas de sus funciones. Generalmente tienen zoom óptico largo (de ahí su nombre) que asegura una mayor capacidad creativa. Algunas veces son comercializadas como y confundidas con cámaras SLR digitales (dSLR) ya que los cuerpos de cámara se parecen entre sí. En algunos modelos, pueden añadirse convertidores de rosca para mejorar el alcance o la cobertura angular, pueden tomar vídeo, grabar audio y la composición de la escena se lleva a cabo en la pantalla de cristal líquido o en un visor electrónico. La velocidad de respuesta de estas cámaras tiende a ser menor que la de una verdadera SLR digital, pero pueden lograr una muy buena calidad de imagen siendo más ligeras y compactas. Muchas de estas cámaras guardan las fotografías en formato JPEG y cada vez hay más que pueden hacerlo en formato RAW.

### Cámaras réflex digitales
Las cámaras réflex digitales son el equivalente a las cámaras de película química. Están orientadas al sector del fotoperiodismo, a la fotografía artística y otros usos avanzados/profesionales, debido a que sus características de respuesta y calidad de imagen son —por lo general— superiores a las de las cámaras compactas. Respecto a las cámaras compactas, tienen un sensor de mayores dimensiones, lo cual equivale a una mayor relación señal/ruido que se traduce en una mejor calidad de imagen. El diseño de los componentes electrónicos está optimizado para proveer un tiempo de respuesta similar al de las cámaras réflex tradicionales. Poseen la capacidad de grabar en formatos de mayor calidad (JPEG de baja compresión, RAW), lo cual es útil en las labores de posprocesamiento de la imagen. Comercialmente se encuentran divididas por sectores: aficionado (pocos controles, funciones automáticas asistidas, tamaño reducido), aficionado avanzado (mayor personalización de la captura, accesorios adicionales) y profesional (alta velocidad de disparo y respuesta, rendimiento ISO elevado, sensor de formato completo).

## Características
La resolución en fotografía digital se mide multiplicando el alto por el ancho de las fotografías que permite obtener la cámara y generalmente comienza con un millón de píxeles, para las cámaras más económicas, y va en aumento hasta más de diez millones de píxeles, para las cámaras profesionales. El término "píxel" (del inglés picture element), es la unidad más pequeña que capta un valor gris o de color de la fotografía. Una cámara de cuatro millones de píxeles generará imágenes más grandes que una de dos millones, lo que permite obtener una copia impresa de hasta 50 × 75 cm, pero no necesariamente de mayor calidad ya que en este aspecto tiene una mayor importancia la calidad de la óptica utilizada. Sin embargo, dado que a más megapíxeles las cámaras son más caras, es habitual que también posean mejores objetivos.
Otra característica de la fotografía digital es el zoom digital. Mediante este zum se puede ampliar una foto, pero el efecto no es el de un zoom óptico. El zoom óptico acerca y amplia lo que se quiere fotografiar sin mermar la resolución de la cámara, ya que el acercamiento se consigue con el objetivo. El zoom digital, por el contrario, amplía la imagen que ya ha recibido, de forma que disminuye la resolución, al igual que ocurriría encargando una ampliación al laboratorio o utilizando un programa de edición de gráficos.
Actualmente las cámaras digitales también permiten tomar vídeos, generalmente en resoluciones desde 320×240 hasta 1920×1080 píxeles y de entre 12 y 60 fotogramas por segundo, a veces con sonido (normalmente monofónico) en el caso de los modelos más completos. Estos vídeos están alcanzando un nivel tan alto de calidad que son muchos los profesionales que están utilizando cámaras réflex en lugar de cámaras de vídeo.

## Historia
En 1975 la empresa Kodak encomendó al Ingeniero Steve Sasson el desarrollo de un prototipo de cámara que no emplease película sino un sensor electrónico. Entre los años 1960 y 1970 la industria electrónica había producido los primeros CCD, unos sensores que podían registrar una pequeña imagen monocromática, de modo que Sasson tomó un CCD, un lente y un circuito electrónico en el que programó la conversión de los valores eléctricos que emitía al sensor en valores digitales. Con estos tres elementos pudo desarrollar un prototipo de cámara fotográfica digital cuyo diseño fue patentado por Kodak en 1978. Kodak comercializó esta tecnología en 1991, año en que su Sistema de Cámara Digital (DCS, en sus siglas en inglés) unió un sensor Kodak de 1,3 megapíxeles con un cuerpo de cámara Nikon F3. La propuesta era tener una cámara que pudiera crear archivos para ser impresos en diarios y revistas, en ese momento no había servicios de impresión digital, ni tampoco Internet! La cámara tenía una unidad separada conectada mediante un cable, en la que se podía visualizar la foto tomada y archivarla. Paralelamente, en la industria gráfica de producción de libros, revistas e impresos se incorporaban cada vez más procesos digitales, lo que dio origen al uso gradual de programas de diseño gráfico y de retoque fotográfico como Adobe Photoshop. En 1999 aparece la Nikon D1, la primera reflex digital desarrollada íntegramente por Nikon, con 2,7 megapixeles y en el 2003 ingresa al mercado la Canon 300D, con 6,3megapixeles, la primera reflex digital de precio accesible a usuarios intermedios. Hacia 2003 la mayoría de los fabricantes de cámaras reflex tenía un modelo digital disponible.
En 1998 Fuji desarrolla el primer Minilab Digital, el Fuji Frontier, que permite obtener copias sobre papel fotográfico a partir de las fotografías digitales, mediante el uso de un láser que imprime sobre el papel fotosensible la imagen proveniente del archivo. Hacia el año 2000 comienza el uso masivo de Internet y en 2008 explotan las redes sociales que incluyen fotografías con la aparición de Facebook.
A lo largo de la historia de la fotografía se han comercializado más de 3.700 cámaras de fotos digitales de distintas marcas. En los últimos el ritmo de comercialización empezó a verse afectado por el avance en los sistemas de cámaras de los teléfonos móviles (smartphone) que empezaron a conquistar terreno a la cámara de fotos digital tradicional. 